# Пугачёвка (Житомирская область)
Пугачёвка (укр. Пугачівка) — село на Украине, основано в 1818 году, находится в Коростенском районе Житомирской области.
Код КОАТУУ — 1822386005. Население по переписи 2001 года составляет 193 человека. Почтовый индекс — 11571. Телефонный код — 4142. Занимает площадь 1,516 км².

## Адрес местного совета
11571, Житомирская область, Коростенский р-н, с.Ушомир, ул.Березюка, 17